# 陇把镇
陇把镇，是中华人民共和国云南省德宏傣族景颇族自治州陇川县下辖的一个乡镇级行政单位。

## 行政区划
陇把镇下辖以下地区：
户岛村、吕良村、龙安村、邦外村和邦湾村。